# Program poczty elektronicznej
Uzasadnienie: Ten sam opis, co w artykule „Klient poczty elektronicznej”, więc albo zintegrować, albo zmienić definicję.
Program poczty elektronicznej – program komputerowy służący do wysyłania, odbierania i przetwarzania poczty elektronicznej.
Istnieje kilka rodzajów programów poczty elektronicznej, wyspecjalizowanych w spełnianiu określonych funkcji.

## Podział funkcjonalny

### Programy serwera poczty elektronicznej
- Mail Submission Agent (MSA) – odbiera pocztę od MUA i wysyła do MTA.
- Mail Transfer Agent (MTA) – serwer poczty elektronicznej. Odbiera pocztę poprzez MSA. Jest to serwer wykorzystujący architekturę oprogramowania typu klient-serwer. Spełnia funkcję sortera poczty. Może wykonywać automatyczne przekierowanie poczty po stronie serwera.
- Mail Delivery Agent (MDA) – pobiera pocztę od MTA i przekazuje do skrzynek poczty elektronicznej. Spełnia funkcję listonosza.
- Mail Access Agent (MAA) – pobiera pocztę ze skrzynek poczty elektronicznej i wysyła do MRA.

### Programy klienta poczty elektronicznej
- Mail User Agent (MUA) – klient poczty elektronicznej, pobiera pocztę od MRA, a wysyła do MSA. Jest wyposażony w przyjazny interfejs użytkownika, umożliwiający użytkownikowi komputera redagowanie, wysyłanie i odbieranie poczty elektronicznej.
- Mail Retrival Agent (MRA) – odbiera pocztę od MAA. Może wykonywać automatyczne przekierowanie poczty po stronie klienta.